# Ichneumon vacillatorius
Ichneumon vacillatorius là một loài tò vò trong họ Ichneumonidae.